# فینال‌های ان‌بی‌ای ۲۰۰۰
فینال‌های ان‌بی‌ای ۲۰۰۰ مرحلهٔ قهرمانی رقابت‌های اتحادیهٔ ملی بسکتبال در فصل ۲۰۰۰–۱۹۹۹ می‌باشد. تیم لس آنجلس لیکرز به عنوان قهرمان کنفرانس غرب در سری بازی‌های بهترین از هفت به مصاف تیم ایندیانا پیسرز، قهرمان کنفرانس شرق رفت و در پایان تیم لیکرز با حساب چهار بر دو به پیروزی رسید و پس از دوازده سال که آخرین قهرمانی خود را در سال ۱۹۸۸ به دست آورده بود بار دیگر این عنوان را از آن خود کرد. این نخستین قهرمانی لیکرز در زمین جدیدش استپلز سنتر بود. لیکرزی‌ها نخستین فصل حضور خود در استپلز سنتر را تجربه می‌کردند. این نخستین قهرمانی از سه قهرمانی پیاپی لیکرز در ان‌بی‌ای بود. شکیل اونیل سنتر تیم لیکرز نیز عنوان ارزشمندترین بازیکن سری بازی‌های پایانی را به دست آورد.

## پیش‌زمینه

### مسیر فینال‌ها
| #  | کنفرانس غرب           | کنفرانس غرب | کنفرانس غرب | کنفرانس غرب | کنفرانس غرب   |
| #  | تیم                   | برد         | باخت        | درصد برد    | بازی‌های پشت‌سر |
| -- | --------------------- | ----------- | ----------- | ----------- | ------------- |
| ۱  | z-لس آنجلس لیکرز      | ۶۷          | ۱۵          | ۰٫۸۱۷       | –             |
| ۲  | y-یوتا جاز            | ۵۵          | ۲۷          | ۰٫۶۷۱       | ۱۲            |
| ۳  | x-پورتلند تریل بلیزرز | ۵۹          | ۲۳          | ۰٫۷۲۰       | ۸             |
| ۴  | x-سن آنتونیو اسپرز    | ۵۳          | ۲۹          | ۰٫۶۴۶       | ۱۴            |
| ۵  | x-فینیکس سانز         | ۵۳          | ۲۹          | ۰٫۶۴۶       | ۱۴            |
| ۶  | x-مینه‌سوتا تیمبرولوز  | ۵۰          | ۳۲          | ۰٫۶۱۰       | ۱۷            |
| ۷  | x-سیاتل سوپرسانیکس    | ۴۵          | ۳۷          | ۰٫۵۴۹       | ۲۲            |
| ۸  | x-ساکرامنتو کینگز     | ۴۴          | ۳۸          | ۰٫۵۳۷       | ۲۳            |
|    |                       |             |             |             |               |
| ۹  | دالاس ماوریکس         | ۴۰          | ۴۲          | ۰٫۴۸۸       | ۲۷            |
| ۱۰ | دنور ناگتس            | ۳۵          | ۴۷          | ۰٫۴۲۷       | ۳۲            |
| ۱۱ | هیوستون راکتس         | ۳۴          | ۴۸          | ۰٫۴۱۵       | ۳۳            |
| ۱۲ | ونکوور گریزلیز        | ۲۲          | ۶۰          | ۰٫۲۶۸       | ۴۵            |
| ۱۳ | گلدن استیت واریرز     | ۱۹          | ۶۳          | ۰٫۲۳۲       | ۴۸            |
| ۱۴ | لس آنجلس کلیپرز       | ۱۵          | ۶۷          | ۰٫۱۸۳       | ۵۲            |

| #  | کنفرانس شرق             | کنفرانس شرق | کنفرانس شرق | کنفرانس شرق | کنفرانس شرق   |
| #  | تیم                     | برد         | باخت        | درصد برد    | بازی‌های پشت‌سر |
| -- | ----------------------- | ----------- | ----------- | ----------- | ------------- |
| ۱  | c-ایندیانا پیسرز        | ۵۶          | ۲۶          | ۰٫۶۸۳       | –             |
| ۲  | y-میامی هیت             | ۵۲          | ۳۰          | ۰٫۶۳۴       | ۴             |
| ۳  | x-نیویورک نیکس          | ۵۰          | ۳۲          | ۰٫۶۱۰       | ۶             |
| ۴  | x-شارلوت هورنتس         | ۴۹          | ۳۳          | ۰٫۵۹۸       | ۷             |
| ۵  | x-فیلادلفیا سونتی‌سیکسرز | ۴۹          | ۳۳          | ۰٫۵۹۸       | ۷             |
| ۶  | x-تورنتو رپترز          | ۴۵          | ۳۷          | ۰٫۵۴۹       | ۱۱            |
| ۷  | x-دیترویت پیستونز       | ۴۲          | ۴۰          | ۰٫۵۱۲       | ۱۴            |
| ۸  | x-میلواکی باکس          | ۴۲          | ۴۰          | ۰٫۵۱۲       | ۱۴            |
|    |                         |             |             |             |               |
| ۹  | اورلندو مجیک            | ۴۱          | ۴۱          | ۰٫۵۰۰       | ۱۵            |
| ۱۰ | بوستون سلتیکس           | ۳۵          | ۴۷          | ۰٫۴۲۷       | ۲۱            |
| ۱۱ | کلیولند کاوالیرز        | ۳۲          | ۵۰          | ۰٫۳۹۰       | ۲۴            |
| ۱۲ | نیوجرسی نتس             | ۳۱          | ۵۱          | ۰٫۳۷۸       | ۲۵            |
| ۱۳ | واشینگتن ویزاردز        | ۲۹          | ۵۳          | ۰٫۳۵۴       | ۲۷            |
| ۱۴ | آتلانتا هاوکس           | ۲۸          | ۵۴          | ۰٫۳۴۱       | ۲۸            |
| ۱۵ | شیکاگو بولز             | ۱۷          | ۶۵          | ۰٫۲۰۷       | ۳۹            |

### سری‌های فصل عادی
دو تیم دو بار در فصل عادی با هم دیدار کردند که با برد خانگی هر یک همراه بود:
| ۱۴ ژانویه ۲۰۰۰ |

|  |

| لس آنجلس لیکرز ۱۰۲, ایندیانا پیسرز ۱۱۱ |

| ۳ مارس ۲۰۰۰ |

|  |

| ایندیانا پیسرز ۹۲, لس آنجلس لیکرز ۱۰۷ |

## خلاصه سری

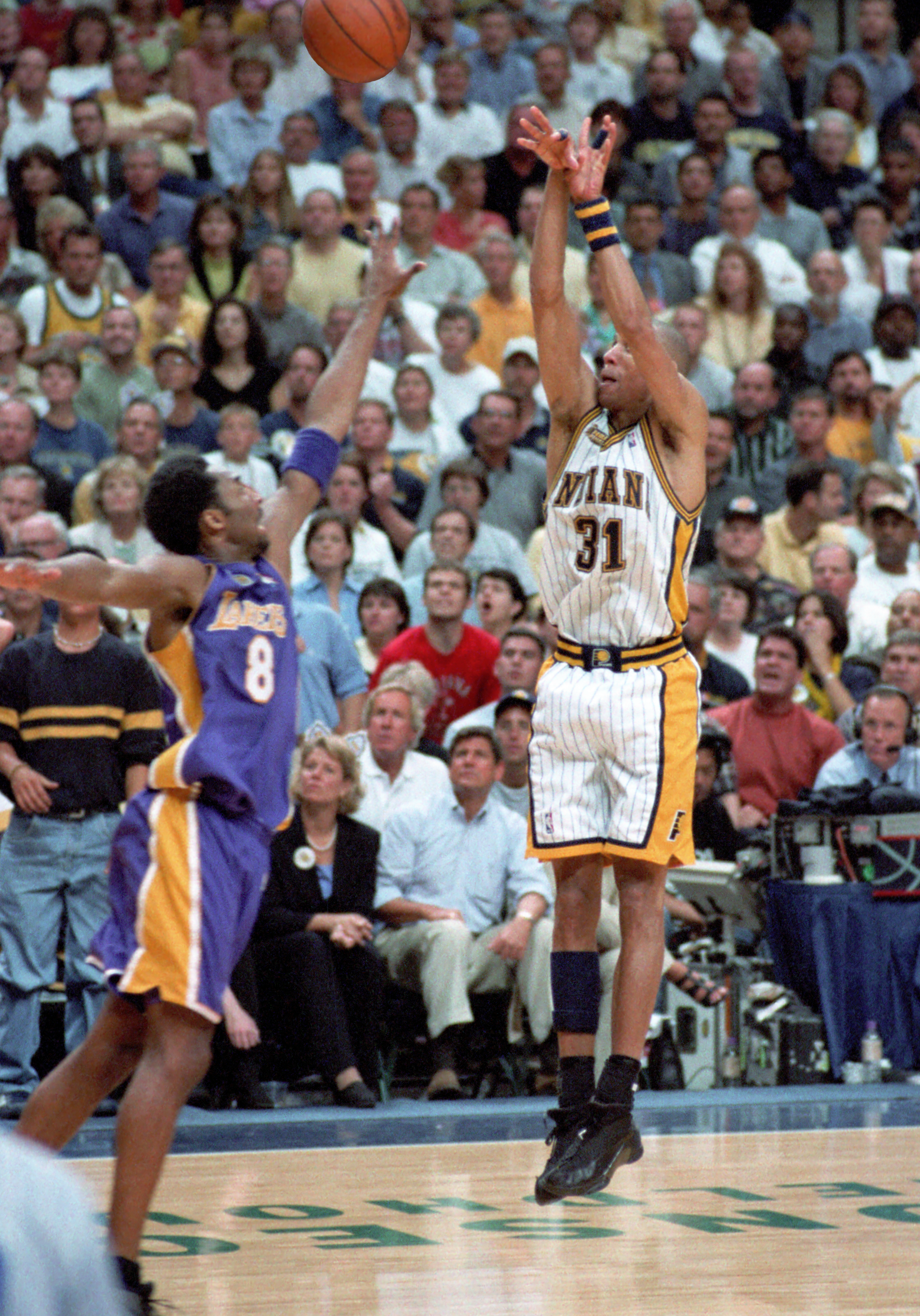
رجی میلر (چپ) از تیم پیسرز در حال شوت زنی در برابر کوبی برایانت (راست) از تیم لیکرز در بازی ۵

| بازی   | تاریخ             | تیم مهمان      | نتیجه                     | تیم میزبان     |
| ------ | ----------------- | -------------- | ------------------------- | -------------- |
| بازی ۱ | چهارشنبه، ۷ ژوئن  | ایندیانا پیسرز | ۸۷–۱۰۴ (۰–۱)              | لس آنجلس لیکرز |
| بازی ۲ | جمعه، ۹ ژوئن      | ایندیانا پیسرز | ۱۰۴–۱۱۱ (۰–۲)             | لس آنجلس لیکرز |
| بازی ۳ | یکشنبه، ۱۱ ژوئن   | لس آنجلس لیکرز | ۹۱–۱۰۰ (۲–۱)              | ایندیانا پیسرز |
| بازی ۴ | چهارشنبه، ۱۴ ژوئن | لس آنجلس لیکرز | ۱۲۰–۱۱۸ (وقت اضافه) (۳–۱) | ایندیانا پیسرز |
| بازی ۵ | جمعه، ۱۶ ژوئن     | لس آنجلس لیکرز | ۸۷–۱۲۰ (۳–۲)              | ایندیانا پیسرز |
| بازی ۶ | دوشنبه، ۱۹ ژوئن   | ایندیانا پیسرز | ۱۱۱–۱۱۶ (۲–۴)             | لس آنجلس لیکرز |

### بازی ۱
| ۷ ژوئن |

| Recap توسط Wayback Machine (بایگانی‌شده فوریه ۱۰, ۲۰۰۱) |

| ایندیانا پیسرز ۸۷, لس آنجلس لیکرز ۱۰۴                             |  |                                                                              |
| امتیاز بر پایه وقت: ۱۸–۳۳, ۲۵–۲۲, ۲۸–۲۲, ۱۶–۲۷                    |  |                                                                              |
| امتیاز: Mark Jackson ۱۸ ریباند: Dale Davis ۸ پاس : Mark Jackson ۷ |  | امتیاز: شکیل اونیل ۴۳ ریباند: شکیل اونیل ۱۹ پاس: کوبی برایانت، Harper همگی ۵ |
| لس آنجلس پیشتاز سری، ۱–۰                                          |  |                                                                              |

### بازی ۲
| ۹ ژوئن |

| Recap توسط Wayback Machine (بایگانی‌شده فوریه ۱۰, ۲۰۰۱) |

| ایندیانا پیسرز ۱۰۴, لس آنجلس لیکرز ۱۱۱                        |  |                                                               |
| امتیاز بر پایه وقت: ۲۸–۲۸, ۲۱–۲۴, ۲۰–۲۱, ۳۵–۳۸                |  |                                                               |
| امتیاز: جیلن رز ۳۰ ریباند: Dale Davis ۱۰ پاس : Mark Jackson ۸ |  | امتیاز: شکیل اونیل ۴۰ ریباند: شکیل اونیل ۲۴ پاس: برایان شاو ۷ |
| لس آنجلس پیشتاز سری، ۲–۰                                      |  |                                                               |

### بازی ۳
| ۱۱ ژوئن |

| Recap توسط Wayback Machine (بایگانی‌شده فوریه ۴, ۲۰۰۱) |

| لس آنجلس لیکرز ۹۱, ایندیانا پیسرز ۱۰۰                         |  |                                                               |
| امتیاز بر پایه وقت: ۱۵–۲۳, ۲۷–۳۰, ۲۴–۲۶, ۲۵–۲۱                |  |                                                               |
| امتیاز: شکیل اونیل ۳۳ ریباند: شکیل اونیل ۱۳ پاس : درک فیشر ۱۰ |  | امتیاز: رجی میلر ۳۳ ریباند: Dale Davis 12 پاس: Mark Jackson ۶ |
| لس آنجلس پیشتاز سری، ۲–۱                                      |  |                                                               |

### بازی ۴
| ۱۴ ژوئن |

| Recap توسط Wayback Machine (بایگانی‌شده فوریه ۴, ۲۰۰۱) |

| لس آنجلس لیکرز ۱۲۰, ایندیانا پیسرز ۱۱۸ (OT)                      |  |                                                              |
| امتیاز بر پایه وقت: ۲۳–۳۳, ۲۸–۲۱, ۲۹–۲۳, ۲۴–۲۷, وقت اضافه: ۱۶–۱۴ |  |                                                              |
| امتیاز: شکیل اونیل ۳۶ ریباند: شکیل اونیل ۲۱ پاس : کوبی برایانت ۵ |  | امتیاز: رجی میلر ۳۵ ریباند: Dale Davis ۸ پاس: Mark Jackson ۸ |
| لس آنجلس پیشتاز سری، ۳–۱                                         |  |                                                              |

### بازی ۵
| ۱۶ ژوئن |

| Recap توسط Wayback Machine (بایگانی‌شده فوریه ۴, ۲۰۰۱) |

| لس آنجلس لیکرز ۸۷, ایندیانا پیسرز ۱۲۰                          |  |                                                                  |
| امتیاز بر پایه وقت: ۲۸–۳۹, ۱۷–۲۵, ۲۲–۲۲, ۲۰–۳۴                 |  |                                                                  |
| امتیاز: شکیل اونیل ۳۵ ریباند: شکیل اونیل ۱۱ پاس : Ron Harper ۵ |  | امتیاز: جیلن رز ۳۲ ریباند: Austin Croshere ۹ پاس: Mark Jackson ۷ |
| لس آنجلس پیشتاز سری، ۳–۲                                       |  |                                                                  |

### بازی ۶
| ۱۹ ژوئن |

| Recap توسط Wayback Machine (بایگانی‌شده فوریه ۱۰, ۲۰۰۱) |

| ایندیانا پیسرز ۱۱۱, لس آنجلس لیکرز ۱۱۶                         |  |                                                               |
| امتیاز بر پایه وقت: ۲۶–۲۴, ۳۰–۲۹, ۲۸–۲۶, ۲۷–۳۷                 |  |                                                               |
| امتیاز: جیلن رز ۲۹ ریباند: Dale Davis ۱۴ پاس : Mark Jackson ۱۱ |  | امتیاز: شکیل اونیل ۴۱ ریباند: شکیل اونیل ۱۲ پاس: Ron Harper ۹ |
| لس آنجلس برندهٔ سری، ۴–۲                                        |  |                                                               |

## آمارهای بازیکنان
لس آنجلس لیکرز
| بازیکن           | GP | GS | MPG  | FG%   | 3FG%  | FT%   | RPG  | APG | SPG | BPG | PPG  |
| ---------------- | -- | -- | ---- | ----- | ----- | ----- | ---- | --- | --- | --- | ---- |
| Kobe Bryant      | ۵  | ۵  | ۳۵٫۲ | ۰٫۳۶۷ | ۰٫۲۰۰ | ۰٫۹۰۹ | ۴٫۶  | ۴٫۲ | ۱٫۰ | ۱٫۴ | ۱۵٫۶ |
| Derek Fisher     | ۶  | ۰  | ۱۸٫۷ | ۰٫۴۲۹ | ۰٫۵۸۳ | ۰٫۸۳۳ | ۱٫۰  | ۳٫۸ | ۰٫۸ | ۰٫۰ | ۶٫۰  |
| Rick Fox         | ۶  | ۰  | ۱۷٫۳ | ۰٫۶۱۱ | ۰٫۶۲۵ | ۰٫۸۶۷ | ۱٫۷  | ۱٫۰ | ۰٫۵ | ۰٫۰ | ۶٫۷  |
| Devean George    | ۱  | ۰  | ۳٫۰  | ۰٫۰۰۰ | ۰٫۰۰۰ | ۰٫۵۰۰ | ۱٫۰  | ۰٫۰ | ۰٫۰ | ۰٫۰ | ۱٫۰  |
| A. C. Green      | ۶  | ۶  | ۱۷٫۲ | ۰٫۵۷۱ | ۰٫۰۰۰ | ۰٫۸۵۷ | ۳٫۳  | ۰٫۵ | ۰٫۲ | ۰٫۰ | ۵٫۰  |
| Ron Harper       | ۶  | ۶  | ۳۰٫۷ | ۰٫۴۶۴ | ۰٫۴۰۰ | ۰٫۷۰۰ | ۳٫۳  | ۴٫۸ | ۱٫۳ | ۰٫۲ | ۱۰٫۸ |
| Robert Horry     | ۶  | ۰  | ۳۰٫۳ | ۰٫۵۱۲ | ۰٫۲۰۰ | ۰٫۷۲۷ | ۵٫۲  | ۲٫۸ | ۰٫۸ | ۱٫۰ | ۹٫۲  |
| Travis Knight    | ۴  | ۰  | ۲٫۳  | ۰٫۶۶۷ | ۰٫۰۰۰ | ۰٫۵   | ۰٫۵  | ۰٫۰ | ۰٫۰ | ۰٫۰ | ۱٫۳  |
| Shaquille O'Neal | ۶  | ۶  | ۴۵٫۵ | ۰٫۶۱۱ | ۰٫۰۰۰ | ۰٫۳۸۷ | ۱۶٫۷ | ۲٫۳ | ۱٫۰ | ۲٫۷ | ۳۸٫۰ |
| Glen Rice        | ۶  | ۶  | ۳۲٫۲ | ۰٫۴۰۰ | ۰٫۶۳۲ | ۰٫۶۵۰ | ۲٫۵  | ۱٫۷ | ۰٫۸ | ۰٫۲ | ۱۱٫۵ |
| John Salley      | ۴  | ۰  | ۳٫۳  | ۰٫۶۶۷ | ۰٫۰۰۰ | ۰٫۰۰۰ | ۰٫۸  | ۰٫۰ | ۰٫۳ | ۰٫۰ | ۱٫۰  |
| Brian Shaw       | ۶  | ۱  | ۱۸٫۸ | ۰٫۲۱۶ | ۰٫۰۰۰ | ۱٫۰۰۰ | ۲٫۸  | ۲٫۸ | ۰٫۳ | ۰٫۰ | ۳٫۰  |

ایندیانا پیسرز
| بازیکن          | GP | GS | MPG  | FG%   | 3FG%  | FT%   | RPG   | APG | SPG | BPG | PPG  |
| --------------- | -- | -- | ---- | ----- | ----- | ----- | ----- | --- | --- | --- | ---- |
| Jonathan Bender | ۲  | ۰  | ۳٫۰  | ۰٫۶۶۷ | ۰٫۰۰۰ | ۰٫۷۵۰ | ۰٫۵   | ۰٫۰ | ۰٫۵ | ۰٫۰ | ۳٫۵  |
| Travis Best     | ۶  | ۰  | ۱۶٫۳ | ۰٫۴۶۷ | ۰٫۵۰۰ | ۰٫۸۳۳ | ۱٫۲   | ۲٫۲ | ۰٫۷ | ۰٫۲ | ۵٫۸  |
| Austin Croshere | ۶  | ۰  | ۲۴٫۲ | ۰٫۵۴۵ | ۰٫۴۰۰ | ۰٫۸۶۷ | ۶٫۰   | ۰٫۸ | ۰٫۳ | ۱٫۰ | ۱۵٫۲ |
| Dale Davis      | ۶  | ۶  | ۲۹٫۵ | ۰٫۵۷۵ | ۰٫۰۰۰ | ۰٫۵۴۵ | ۱۰٫۰  | ۱٫۰ | ۰٫۳ | ۱٫۰ | ۸٫۷  |
| Mark Jackson    | ۶  | ۶  | ۳۱٫۰ | ۰٫۴۱۳ | ۰٫۴۰۰ | ۰٫۸   | ۵٫۳   | ۷٫۷ | ۰٫۸ | ۰٫۰ | ۹٫۷  |
| Derrick McKey   | ۶  | ۰  | ۱۲٫۰ | ۰٫۵۰۰ | ۰٫۵۰۰ | ۰٫۶۶۷ | ۳٫۲   | ۰٫۲ | ۰٫۳ | ۰٫۲ | ۱٫۸  |
| Reggie Miller   | ۶  | ۶  | ۴۲٫۰ | ۰٫۴۱۳ | ۰٫۳۷۵ | ۰٫۹۷۸ | ۲٫۷   | ۳٫۷ | ۰٫۸ | ۰٫۳ | ۲۴٫۳ |
| Chris Mullin    | ۳  | ۰  | ۴٫۰  | ۰٫۵۰۰ | ۰٫۰۰۰ | ۰٫۶۶۷ | ۰٫۰۰۰ | ۰٫۳ | ۰٫۳ | ۰٫۳ | ۱٫۳  |
| Sam Perkins     | ۶  | ۰  | ۲۱٫۸ | ۰٫۳۷۹ | ۰٫۴۷۸ | ۰٫۷۵۰ | ۴٫۰   | ۱٫۰ | ۰٫۵ | ۰٫۰ | ۶٫۰  |
| Jalen Rose      | ۶  | ۶  | ۴۳٫۲ | ۰٫۴۶۷ | ۰٫۵۰۰ | ۰٫۸۳۳ | ۴٫۵   | ۳٫۰ | ۰٫۸ | ۰٫۳ | ۲۳٫۰ |
| Rik Smits       | ۶  | ۶  | ۱۹٫۳ | ۰٫۴۶۶ | ۰٫۰۰۰ | ۱٫۰۰۰ | ۴٫۰   | ۰٫۵ | ۰٫۵ | ۱٫۲ | ۱۰٫۰ |
| Žan Tabak       | ۳  | ۰  | ۳٫۷  | ۰٫۵۰۰ | ۰٫۰۰۰ | ۰٫۰۰۰ | ۰٫۳   | ۰٫۰ | ۰٫۰ | ۰٫۰ | ۰٫۷  |